# 고바야시 마코토 (물리학자)
고바야시 마코토(일본어: 小林 誠, 1944년 4월 7일 ~ )는 일본의 이론물리학자이다.
자연에 쿼크가 적어도 6가지라면 CP(전하-공간대칭) 대칭성 붕괴가 있을 수 있다는 이론을 제기한 공로로 난부 요이치로, 마스카와 도시히데와 함께 2008년 노벨 물리학상을 수상하였다. 고바야시와 마스카와 도시히데의 불연속적 깨짐 이론은 미국 스탠퍼드 대학교 바바(BaBar)연구소와 일본 쓰쿠바 소재 고에너지 물리학 연구소 KEK의 벨(Belle) 실험으로 2001년 입증된 바 있다.

## 같이 보기
- 쿼크 섞임